# 小行星1358
小行星1358（1358 Gaika）是一颗绕太阳运转的小行星，为主小行星带小行星。该小行星于1935年7月21日发现。
該小行星以科薩王族恩吉卡人命名。

## 轨道参数
小行星1358的轨道半长轴为2.4765078 UA，离心率为0.167。